# 이온모터스
이온모터스는 대한민국의 자동차 기업이다.